# Dipcadi crispum
Dipcadi crispum är en sparrisväxtart som beskrevs av John Gilbert Baker. Dipcadi crispum ingår i släktet Dipcadi och familjen sparrisväxter. Inga underarter finns listade i Catalogue of Life.